# Ёсикава Корэтари
Корэтари Ёсикава (яп. 吉川惟足 Ёсикава Корэтари/Корэтару, 1616—1695) — автор учения ёсикава синто.

## Биография
Ёсикава родился в семье рыботорговца. Однако, его не привлекала карьера отца. Вместо этого он проявлял интерес к вошедшему в моду изучению японской классики. Его незаурядный талант в этом деле привлек внимание тогдашнего главы ёсида синто, Канэёри Хагивары. Следующий наследник клана Ёсида на тот момент был слишком мал что бы изучать таинства ученья. Поэтому Хагивара решил передать свои знания Ёсикаве, с тем условием что Ёсикава в свою очередь позднее обучит наследника Хагивары. Ёсикава был посвящён в самые сокровенные тайны ёсида синто, относящиеся к последнему, четвертому уровню. Однако, по различным причинам он передал наследнику Хагивары лишь первые три уровня. Последний же был унаследован его сыном. Эти знания были возвращены клану Ёсида лишь спустя 200 лет, в 1889 году. Учение Ёсикавы было во многом схоже с высказанными ранее идеями Хаяси Радзана. Следуя духу времени, Ёсикава и его потомки изменили даосско-буддийскую риторику ёсида синто на неоконфуцианскую. В итоге учение стало на столько популярным, что даже предвосхитивший его идеи Радзан встал в число его сторонников.